# Cumulopuntia ticnamarensis
Cumulopuntia ticnamarensis ist eine Pflanzenart in der Gattung Cumulopuntia aus der Familie der Kakteengewächse (Cactaceae). Das Artepitheton ticnamarensis verweist auf das Vorkommen der Art bei Ticnamar in der chilenischen Region Tarapacá.

## Beschreibung
Cumulopuntia ticnamarensis bildet Polster. Die fast kugelförmigen, stark gehöckerten Triebabschnitte sind bis zu 4 Zentimeter lang. Die polygonalen Höcker sind scharf umgrenzt. Die großen und vertikal verlängerten 35 bis 40 Areolen sind über den ganzen Triebabschnitt verteilt und tragen in der Regel vier bis acht bräunlich graue, kräftige, aufrechte, geraden Dornen. Einige der Dornen sind gelegentlich als Borsten ausgebildet.
Die schwefelgelben Blüten weisen eine Länge von 4 Zentimeter und einen Durchmesser von 5 Zentimeter auf. Ihr glattes Perikarpell ist am Rand mit schwärzlichen Borsten besetzt.

## Verbreitung und Systematik
Cumulopuntia ticnamarensis ist in Hochlagen der chilenischen Region Tarapacá verbreitet.
Die Erstbeschreibung erfolgte 1980 durch Friedrich Ritter. Ein nomenklatorisches Synonym ist Opuntia ticnamarensis (F.Ritter) D.R.Hunt (1997).

## Nachweise